# Stephen Wright
Stephen James Lawrence Wright (ur. 9 października 1970 w Stafford) – brytyjski duchowny rzymskokatolicki, w latach 2020–2023 biskup pomocniczy Birmingham, biskup diecezjalny Hexham i Newcastle od 2023.

## Życiorys

### Prezbiterat
Święcenia kapłańskie przyjął 9 września 2000 z rąk Vincenta Nicholsa. Inkardynowany do archidiecezji Birmingham, pracował przede wszystkim jako duszpasterz parafialny, a w latach 2012–2019 pełnił także funkcję wikariusza biskupiego ds. zakonnych. W 2019 powołany na urząd wikariusza generalnego archidiecezji.

### Episkopat
18 marca 2020 papież Franciszek mianował go biskupem pomocniczym archidiecezji Birmingham, ze stolicą tytularną Ramsbiria. Sakry biskupiej udzielił mu w archikatedrze św. Chada w Birmingham 9 października 2020 metropolita Birmingham – arcybiskup Bernard Longley.
14 czerwca 2023 papież Franciszek mianował go biskupem diecezjalnym Hexham i Newcastle.